# Claas Mäh-Dresch-Binder
Der Mäh-Dresch-Binder, auch schlicht M.D.B. oder MDB genannt, ist der erste in Serie produzierte Mähdrescher von Claas. Die erste Maschine dieses Typs wurde im Sommer 1936 an den Gutsbetrieb Zschernitz verkauft, die Serienfertigung begann 1937. Bis zur kriegsbedingten Produktionseinstellung im Jahr 1943 wurden rund 1400 M.D.B. gebaut. Die Stundenleistung soll zwischen 1,5 Tonnen (1500 kg) und 2,5 Tonnen (2500 kg) Korn liegen.

## Geschichte
In Nordamerika wurden bereits seit Ende der 1920er-Jahre Mähdrescher eingesetzt. Diese waren für mitteleuropäische Verhältnisse nicht geeignet, da hier längeres und feuchteres Stroh zu verarbeiten war. Der Agrarwissenschaftler Karl Vormfelde von der Universität Bonn warb deshalb für die Entwicklung eines europatauglichen Mähdreschers. Nachdem die großen Landmaschinen- und Dreschmaschinenhersteller kein Interesse zeigten, schickte er seinen Assistenten Walter Brenner 1930 zu dem damals noch kleinen Hersteller Claas, dessen Inhaber August Claas Interesse bekundet hatte. Brenner begann einen Mähdrescher zu konstruieren, den er um einen Lanz Bulldog mit 30 PS (22 kW) herumbaute, den Frontschneider.
Der Frontschneider hatte ein Schneidwerk mit einer Breite von 2,5 m, das gekippt werden konnte, um unterschiedliche Stoppelhöhen zu erreichen. Vom Schneidwerk wurden die Ähren mit Förderketten hängend in die stehende Dreschtrommel befördert. Sie hatte einen Durchmesser von 350 mm und eine Höhe von 1.200 mm oder 1.000 mm. Die Körner fielen auf ein Sieb und wurden mit Druckwind gereinigt, bevor sie abgesackt wurden. Ein Restkornabscheidesystem in Form eines Schüttlers hatte dieser Drescher nicht. Das ausgedroschene Stroh wurde in Schwaden auf dem Feld abgelegt. Ein Roggen- und ein Weizenmodell wurden entwickelt, die für RM 2950 bzw. RM 3150 angeboten werden sollten.
Geplant war es, andere große Landmaschinenhersteller vom Mähdrescher zu überzeugen, doch dies gelang nicht. Claas entschloss sich daraufhin, die Entwicklung eines Mähdreschers allein weiterzuführen. Dazu baute Claas drei weitere Frontschneider, die in Mecklenburg, Berlin und Italien eingesetzt wurden. Wirtschaftlich und technisch war der Frontschneider kein Erfolg, er wurde von einem Landwirt als „Gnom-Maschine“ bezeichnet, was für „geht nie ohne Monteur“ steht.
Nach dem Besuch verschiedener Landtechnikausstellungen in den USA und Frankreich favorisierte August Claas 1934 anders als Vormfelde und Brenner einen gezogenen Mähdrescher, für den aber das Dreschwerk komplett neu entwickelt werden musste. Die ersten Maschinen mit dem neuen Dreschwerk, ebenfalls noch Prototypen, kombinierten Dreschwerk mit Garbenbinder. Sie waren 1935 fertiggestellt, aber nicht zufriedenstellend. Einer dieser Prototypen fing bei Tests aufgrund des Funkenflugs aus dem Auspuff des ziehenden Lanz-Bulldog-Schleppers Feuer. Trotz dieses Rückschlages wurde die Entwicklung fortgeführt, die erste Maschine, die Mähwerk, Dreschwerk und Binder kombinierte, wurde im Sommer 1936 erstmals auf dem ostdeutschen Rittergut Zschernitz eingesetzt. Die Serienproduktion begann schließlich 1937. Nachdem 1939 der hundertste und 1941 der tausendste Mäh-Dresch-Binder gebaut wurde, musste 1943 die Produktion kriegsbedingt auf Kriegsmaterial umgestellt werden.

## Technik
Der M.D.B. ist ein gezogener Mähdrescher, der nach dem Querflussverfahren arbeitet: Sowohl Drusch als auch Restkornabscheidung verlaufen quer zur Zugrichtung des Dreschers. Er ist für Mähdrusch und Hockendrusch bzw. Standdrusch geeignet. Beim Hockendrusch wird der Schneidbalken durch einen Einlegetisch ersetzt. Diese Art des Druschs ist vor allem für Raps und Rübsen gedacht. Im konventionellen Mähdrusch können alle Getreidesorten, Samen und Bohnen geerntet werden. Angetrieben wird der Mäh-Dresch-Binder über die Zapfwelle des ziehenden Traktors. Für den Betrieb ist ein luftbereifter Zapfwellenschlepper oder ein Zapfwellenschlepper mit Gleiskettenlaufwerk notwendig, dessen Motorleistung mindestens 45 PS (ca. 33 kW) beträgt. Anfang der 1940er-Jahre waren dies vor allem für damalige deutsche Verhältnisse recht leistungsfähige Schlepper wie Deutz F3M 317, Hanomag AGR 50, MAN AS 250 oder Lanz Bulldog D 9506. Im Ausnahmefall kann auch ein Schlepper mit 35 PS (ca. 26 kW) für den Betrieb des M.D.B. eingesetzt werden, die Leistung ist dann aber vermindert. Als Betriebspersonal reichen ein Schlepperfahrer, ein Maschinenbediener am Absackstand und ein „Junge zum Helfen“ aus.
Das Schneidwerk mit einer Breite von 2100 mm ist vorne rechts angebracht und so konzipiert, dass es neben dem ziehenden Schlepper mäht und der Schlepper nicht durch das zu erntende Getreide fahren muss. Das Schneidwerk hat eine Haspel und einen Halmteiler. Das gemähte Getreide wird quer zur Fahrtrichtung mit einem Förderband in den Dreschapparat befördert. Um den Drescher in Transportstellung zu bringen, wird das Schneidwerk abgebaut und auf einen Schneidwerkswagen geladen, der hinter den Drescher gehängt wird. Um an Hanglagen zu ernten, konnte der M.D.B. mit einer Hangverstellung ausgestattet werden. Die Räder des Fahrgestells werden durch ein Sperrklinkengetriebe wahlweise links oder rechts abgesenkt. So können Hangneigungen bis zu 15 % bewältigt werden.
Die Dreschtrommel ist auf der rechten Seite des Dreschers eingebaut und rechtsdrehend. Sie hat sechs Schlagleisten und einen Durchmesser von 450 mm. Links um die Trommel verläuft der Dreschkorb, über der Trommel ist der Strohabnehmer, der das Stroh zur Restkornabscheidung auf die quer zur Zugrichtung des Dreschers eingebauten Schüttler befördert. Im unteren Teil des M.D.B. wird das Korn mit dem Kurzstrohsieb gereinigt und von dort zum Entgranner gesaugt. Dem Entgranner nachgeschaltet ist ein pneumatischer Druckwind-Elevator, der das Korn auf die für verschiedene Fruchtsorten auswechselbaren Wechselsiebe befördert, die oberhalb des Kurzstrohsiebes eingebaut sind. Von den oberen Sieben gelangt das Korn zum Absackstand auf der Rückseite des Dreschers, wo es in Säcke gefüllt wird. Die Säcke werden automatisch zugeknotet. Auf Wunsch war ein Sackabsetzer lieferbar, der 3–5 Säcke auf einmal absetzt und so das Aufsammeln der Säcke vom Feld erleichtert.
Die Spreu wird ebenfalls über den pneumatischen Elevator vom Kurzstrohsieb nach oben befördert. Durch ihre geringe Masse und ihre Windempfindlichkeit fällt sie jedoch nicht wie das zu reinigende Korn auf das zweite Sieb, sondern wird weitergeblasen und landet in einem großen, flexiblen Metallschlauch, der außerhalb des Mähdreschers mündet. An den M.D.B. kann ein Spreuwagen angehängt werden, der die Spreu aus dem Metallschlauch auffängt. Solche Spreuwagen waren von Claas als Zubehör für den M.D.B. erhältlich. Das Auffangen der Spreu hatte zwei Gründe: Zum einen war Spreu als Tierfutter von Bedeutung, zum anderen fürchtete man eine starke Verunkrautung des Feldes beim Zurücklassen der Spreu. Das Stroh wird von einem Strohbinder zu Bunden zusammengeknotet, die der M.D.B. auf dem Feld ablegt. Gegen Aufpreis war ein Strohbundsammler erhältlich, der die Strohbunde nicht sofort auf dem Feld ablegt, sondern 8–10 Strohbunde sammelt und dann in einer Reihe ablegt. Er wird vom Schlepperfahrer mit einer Zugleine ausgelöst und rastet automatisch wieder ein.

## Quelle
- Claas Mäh-Dresch-Binder – Prospekt, vmtl. 1941